# 松阪市立豊田小学校
松阪市立豊田小学校（まつさかしりつ とよだしょうがっこう）は三重県松阪市の市立小学校。2009年5月1日現在の児童数は147人。

## 校区
嬉野川原木造町、嬉野新屋庄町、嬉野小村町、嬉野川北町、嬉野須賀町、嬉野権現前町、嬉野町

## 沿革
- 1876年（明治9年） - 須賀村の積善寺を校舎として授業を開始。
- 1880年（明治13年）12月24日 - 須賀村・権現前村・川北村による聯合小学校が開校。
- 1881年（明治14年）4月 - 須賀村に新校舎が完成。
- 1882年（明治15年）1月 - 新屋庄村・川原木造村・小村・見永村の聯合小学校である新屋庄学校が開校。
- 1884年（明治17年）9月 - 新屋庄学校を分教場とする。
- 1891年（明治24年）4月 - 川北（現・松阪市嬉野川北町）に新校舎を設置。
- 1907年（明治40年） - 現在地に移転する。
- 1908年（明治41年）10月1日 - 新校舎が落成。この日を創立記念日とする。
- 1910年（明治43年）5月 - 高等科を併設し、豊田尋常高等小学校に改称。
- 1941年（昭和16年）4月1日 - 豊田国民学校に改称。
- 1947年（昭和22年） - 豊田小学校に改称。
- 1955年（昭和30年）3月15日 - 市町村合併により嬉野町立豊田小学校に改称。
- 1979年（昭和54年）3月7日 - 校舎を改築する。
- 2005年（平成17年）1月1日 - 市町村合併により松阪市立豊田小学校に改称。
- 2007年（平成19年） - 校舎の増築を実施[2]。

## 児童数
| 年度（年）     | 児童数（人） |
| 1889（明治22） | 154          |
| 1925（大正14） | 268          |
| 1947（昭和27） | 255          |
| 1980（昭和55） | 215          |
| 2008（平成20） | 144          |

『嬉野町史』による。

## 交通
- 近鉄山田線伊勢中川駅東口より徒歩約30分（約2.6km）。
- JR紀勢本線六軒駅より徒歩約34分（約2.9km）。